# Fases del sueño
El estudio de las fases del sueño se realiza mediante varios instrumentos tales como el electroencefalograma (EEG), el electromiograma y el electrooculograma que registran parámetros electrofisiológicos. Asimismo, se recogen parámetros tales como la frecuencia cardiaca, el ritmo respiratorio y la conductancia eléctrica de la piel. 
El ciclo vigilia-sueño comprende tres fases: vigilia, sueño No-REM y sueño REM, reguladas por una compleja red neuronal en la que interviene todo el sistema nervioso de manera directa o indirecta. Sin embargo, cada fase depende de estructuras específicas y de distintos neurotransmisores. La vigilia es controlada por grupos neuronales de la formación reticular ponto-meso-diencefálica y el prosencéfalo basal, con neurotransmisores como noradrenalina, serotonina, acetilcolina, glutamato, histamina, orexina y GABA. En el sueño No-REM, son esenciales los núcleos talámicos reticular y dorsomedial, la corteza cerebral, el complejo hipotálamo anterior-prosencéfalo basal y el tegmento del puente caudal, donde predominan el GABA y el glutamato. En el sueño REM, una red en el tegmento del tronco del encéfalo organiza los signos característicos de esta fase, coordinada principalmente por la región ventral del núcleo reticular oral del puente.

## Fases del sueño
Durante el período en que descansamos el sueño pasa por diferentes fases. El sueño NREM incluye las fases N1, N2 y N3, tras las que aparece la fase de sueño REM.
- Fase N1 (o de adormecimiento): Es un estado de somnolencia que dura unos diez minutos, donde el EEG muestra una cierta actividad de onda theta (3,5-7,5 Hz). Es la transición entre la vigilia y el sueño. Se pueden dar alucinaciones tanto en la entrada como en la salida de esta fase.  Esta etapa ocupa el 10 % del tiempo total del sueño.
- Fase N2 (o de sueño ligero): Disminuyen tanto el ritmo cardíaco como el respiratorio. El registro del EEG muestra períodos de actividad theta, husos del sueño y complejos K. Los husos del sueño son conjuntos de ondas de entre 12 y 14 Hz que  suceden varias veces por minuto entre las fases 1 y 4 del sueño. Los complejos K son ondas agudas que aparecen de forma abrupta.
- Fase N3: (o de sueño profundo, de ondas lentas o de ondas delta): se caracteriza por la aparición en el EEG de ondas delta cuya frecuencia oscila entre 0,5 y 3 Hz. Fase de sueño lento, las ondas cerebrales en esta fase son amplias y lentas así como el ritmo respiratorio, los músculos se relajan y cuesta mucho despertarnos. No suelen producirse sueños. Ocupa el 20 % del tiempo total del sueño en adultos jóvenes, aunque en la personas mayores este tiempo en fase N3 disminuye bastante. El sueño de ondas lentas es la fase reconstructiva del sueño, esencial para ayudar a la mente y al cuerpo a recuperarse y reconstruirse después de cada día. Las hormonas de crecimiento son secretadas para facilitar la recuperación de los músculos, así como para reparar los daños en los tejidos. Es importante tener en cuenta que, hasta el año 2007, el sueño profundo o de ondas lentas se clasificaba en las fases de sueño 3 y 4, que se diferenciaban por la cantidad de ondas delta observadas en cada una de ellas, mientras que a partir de esa fecha, y auspiciado por la publicación del Manual para la Clasificación del Sueño por la Academia Americana de Medicina del Sueño estas tres primeras fases del sueño adoptan la denominación que se ha indicado: N1 o adormecimiento, N2 o sueño ligero y N3 de sueño profundo o de ondas lentas, incluyendo la fase N3 lo que antiguamente se consideraba fases 3 y 4.
- Fase REM: fase en la que el cerebro está muy activo, el tronco cerebral bloquea las neuronas motrices de manera que no nos podemos mover, el cuerpo se relaja en su punto máximo bloqueando los músculos y sus funciones sensoriales. Esta es la fase donde soñamos. En esta fase se muestra una actividad cerebral semejante a la de la vigilia.A lo largo de la noche, el sueño lento (NREM) se alterna con sueño paradójico (REM). El tiempo dedicado al sueño paradójico varía a lo largo de la vida, ya que ocupa alrededor del 50% del tiempo de sueño del recién nacido mientras que en el adulto ocupa solo un 20% de ese tiempo y en el anciano un 15%.